# Оптимістична трагедія (фільм, 1963)
«Оптимістична трагедія» — радянський широкоформатний художній чорно-білий фільм кіностудії «Мосфільм». Екранізація однойменної п'єси Всеволода Вишневського. Кращий фільм року. Маргарита Володіна — найкраща акторка року за опитуванням журналу «Радянський екран». Лідер прокату (1963 року, 1 місце) — 46 млн глядачів. На XVI Каннському кінофестивалі 1963 року фільм удостоєний призу «За краще втілення революційної епопеї».

## Сюжет
1918 рік. На військовий корабель «Громобой», на якому панують матроси-анархісти, від ЦК партії більшовиків призначена жінка-комісар. Керує на кораблі анархіст «Ватажок». Комісару доручено переформувати морський загін в Перший матроський полк. Перед нею стоїть важке завдання: завоювати авторитет моряків і викорінити анархію. З офіцерів, які залишилися на кораблі — лейтенант Берінг, що служив ще на царському флоті на броненосці «Імператор Павло I». Він повинен стати командиром і разом з надісланим комісаром відвести полк на фронт в район Чорного моря. Ватажок провокує спробу групового зґвалтування комісара, але комісар в упор стріляє в одного з гвалтівників, після чого вимовляє фразу, що стала крилатою: «Ну, хто ще хоче спробувати комісарського тіла?». Підручний «Ватажка», сифілітик «Сиплий», пропонує вбити комісара, але «Ватажок» відхиляє цю пропозицію під приводом того, що тоді надішлють нового комісара, а «ця жінка для нас цінна, в ній анархістська жилка є». Між комісаром і «Ватажком» відбувається спроба порозумітися. У розмові беруть участь «Сиплий» і моряк-анархіст Олексій. «Ватажок»: «Ось ти мені поясни, що виходить? Віддаємо ми свої голови за вашу владу? Віддаємо. А ви нам ще умови ставите». «Сиплий»: «Нас проспиртували і зататуювали на кораблях. Дайте нам спокійно отримати свою кулю». Олексій: «Я нікому не вірю. Ні вам, ні їм. Адже це він нас послав тебе полякати». Комісар: «Умови ставимо, бо їх приймають. Тому що за нами йдуть. Тому що ми знаємо, куди треба йти. А працювати треба з тими людьми, які є». За наказом командування екіпаж, переформований в полк, залишає корабель і йде на фронт. Кілька епізодів фільму знімалися в місті енергетиків Придніпровську Дніпропетровської області.

## У ролях
- Маргарита Володіна —  Комісар
- Борис Андреєв —  Ватажок
- В'ячеслав Тихонов —  Олексій
- Всеволод Санаєв —  Сиплий
- Орво Б'єрнінен —  Вайнонен
- Всеволод Сафонов —  Берінг
- Іван Жеваго —  боцман
- Данило Нетребін —  Рябий
- Григорій Михайлов —  старий матрос
- Петро Соболевський —  судновий лікар
- Ераст Гарін —  ватажок поповнення анархістів
- Олег Стриженов —  перший офіцер
- Гліб Стриженов —  другий офіцер
- Олексій Глазирін —  ведучий
- Валентин Бєлохвостик —  ведучий
- Йосип Ваньков —  татуйований матрос
- Вероніка Недоброво-Бужинська —  жінка в чорному
- Віктор Шульгін —  високий матрос
- Манефа Соболевська — жінка, яка проводить
- Микола Хрящиков —  матрос
- Дмитро Орловський —  старий матрос

## Знімальна група
- Режисер-постановник:  Самсон Самсонов
- Сценарій:  Софія Вишневецька,  Самсон Самсонов
- Головний оператор:  Володимир Монахов
- Художники-постановники:  Іполит Новодерьожкін,  Сергій Воронков
- Композитор:  Василь Дехтерьов
- Текст пісень:  Михайло Матусовський
- Звукорежисер: Григорій Коренблюм
- Монтаж: Антоніна Камагорова
- Костюми:  Валентин Перельотов
- Заступник директора картини: Сергій Каграманов

Комбіновані зйомки:
- Оператор:  Ігор Феліцин
- Художник:  Олександр Клименко
- Скульптор:  Леонід Берлін